# Sirène (1795)
Pour les articles homonymes, voir Sirène (homonymie).
La Sirène, ou Syrène, est une frégate de 38 canons lancée en 1795 par la marine française. En service pendant les guerres de la Révolution française puis les guerres napoléoniennes, elle participe entre autres à l'expédition d'Irlande de 1796 et à la bataille des Quinze-Vingt. Elle est gravement endommagée au cours d'un combat contre une escadre britannique en 1808 près de Lorient.

## Conception et construction
La Sirène est une frégate dite « de 38 canons », bien qu'elle en compte en réalité 42. Son armement est composé de 26 canons de 18 livres et de 12 canons de 8 livres, auxquels s'ajoutent, à la fin de sa carrière, quatre caronades.

## Service actif

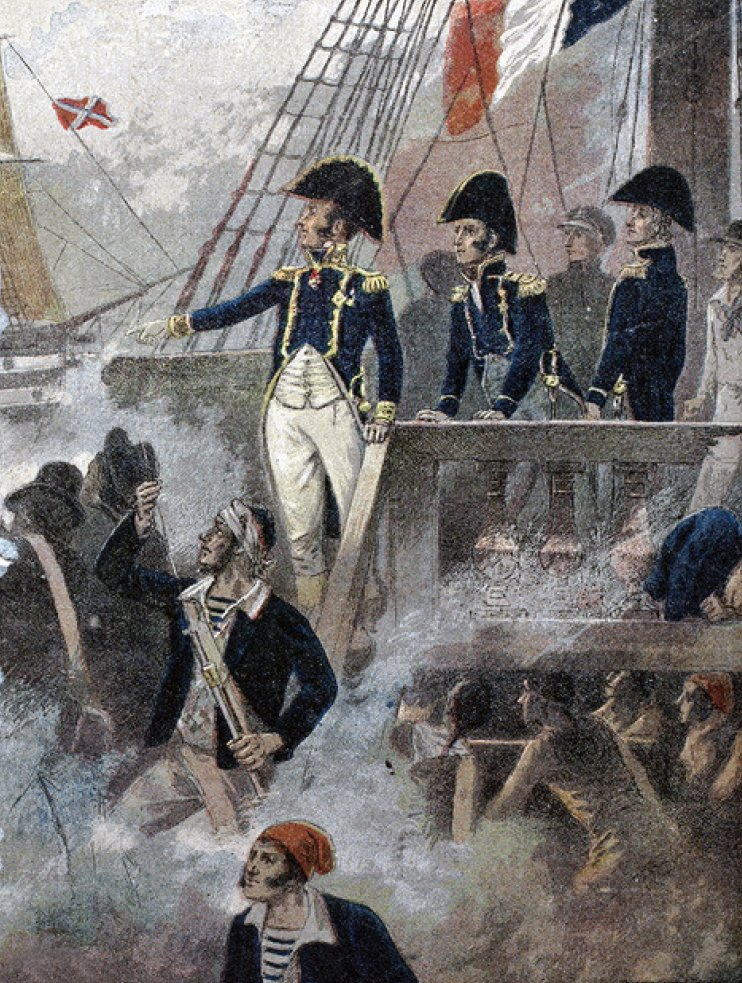
Frégate Sirène au combat, dessin de Pierre Méjanel

En 1796, la Sirène fait partie de la première expédition d'Irlande, qui s'achève dans la baie de Bantry.
En 1800, la Sirène est sous les ordres du capitaine Jean-Marie Renaud, lorsqu'elle affronte deux frégates anglaises au large de la Guyane française. Elle se dirige ensuite sur Cayenne où elle débarque le commissaire de la République Victor Hugues. Le 16 août, la Sirène se trouve à la sortie de la mer d'Iroise, sous le fort de Bertheaume, avec deux autres frégates, la Furieuse et la Fraternité. Menacés par une croisière anglaise de 4 vaisseaux et deux frégates, les navires français échangent quelques boulets avec le navire ennemi de tête avant de rejoindre la pointe des Capucins.
En 1801, la Sirène fait partie de la flotte qui transporte l'armée du général Leclerc jusqu'à Saint-Domingue.
En 1804, la Sirène est attachée à la flotte de Toulon. Début juin, elle fait, avec l'Incorruptible et le brick Le Furet une sortie sur les îles d'Hyères.

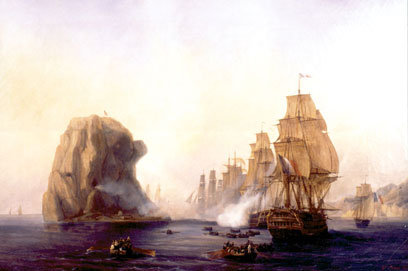
La flotte française avec le capitaine Cosmao-Kerjulien attaquant le rocher du Diamant. Peinture d'Auguste Mayer.

En 1805, la Sirène fait, sous les ordres du capitaine Chabert, la campagne de Villeneuve aux Antilles. Elle participe à la reprise du rocher du Diamant. Elle est chargée d'escorter le convoi anglais capturé par l'escadre vers la Guadeloupe mais doit le brûler en route. Au retour en Europe, la flotte franco-espagnole affronte l'escadre britannique de Calder au large du Ferrol lors de la bataille des Quinze-Vingt. C'est la Sirène qui détecte la tentative anglaise d'encerclement de l'arrière-garde de la flotte combinée. Lorsque la flotte combinée appareille du Ferrol, Villeneuve décide d'y laisser la Sirène et utilise son équipage pour compléter ceux, décimés par la maladie, des vaisseaux Algésiras et Achille.
En 1806, la Sirène, alors commandée par le capitaine Lambert, compose, avec la Revanche et la Guerrière, la croisière du capitaine Le Duc, chargée de chasser les navires de pêche britanniques dans l'Atlantique Nord. Après un passage aux Açores, les frégates atteignent les côtes de l'Islande en juillet, avec des équipages très éprouvés par le scorbut, puis regagnent la France fin septembre. 
Au début de l'année 1808, la Sirène est commandée par le capitaine de frégate Guy-Victor Duperré et va ravitailler la Martinique avec la frégate l'Italienne. À leur retour le 22 mars 1808, les frégates rencontrent au large de l'île de Groix une croisière britannique formée des vaisseaux HMS Impetueux et HMS Saturn assistés des frégates HMS Aigle et HMS Narcissus. Moins rapide que l'Italienne, qui se réfugie rapidement dans le port de Lorient, Duperré pense cependant échapper à ses poursuivants lorsque le vent tombe brutalement à l'approche de la terre. Laissant aller, la Sirène va chercher refuge sous les batteries côtières de Groix. À 8 heures 30, l'Aigle ouvre le feu, bientôt suivi, sur l'autre bord, par l'Impetueux. La canonnade dure une heure et quart, puis les navires anglais se retirent. Craignant un retour en force de ses adversaires, Duperré décide d'échouer sa frégate sous la batterie Lacroix, à la pointe des Chats. Les Britanniques ne font cependant pas d'autre tentative contre la Sirène qui peut être renflouée le 26 et rejoindre Lorient.